# Neoamphitrite sibogae
Neoamphitrite sibogae är en ringmaskart som först beskrevs av Maurice Caullery 1944.  Neoamphitrite sibogae ingår i släktet Neoamphitrite och familjen Terebellidae. Inga underarter finns listade i Catalogue of Life.